# Abdiel
Abdiel (en hebreo: עֲבְדִּיאֵל. significa: "Siervo de Dios") es un nombre bíblico que ha sido usado como nombre para varias personas notables. El nombre tiene el mismo significado que Obadiah y es cognado del nombre árabe Abdullah. Abdiel es mencionado una sola vez en la Biblia, en 1 Crónicas 5:15 : "Ahí hijo de Abdiel, hijo de Guni, jefe de la casa de sus padres". 
Es un nombre muy común en Panamá. 

## Personas
Entre las personas notables con este nombre se incluyen:
- Abdiel Arroyo (nacido en 1993), futbolista panameño
- Abdiel Ayarza (nacido en 1992), futbolista panameño
- Abdiel Colberg (nacido en 1957), director de cine y productor de televisión puertorriqueño
- Abdiel Crossman (1804-1859), alcalde de Nueva Orleans, Luisiana, de 1846 a 1854
- Abdiel Vázquez (nacido en 1984), pianista mexicano
- Abdiel Villa (nacido en 1983), futbolista mexicano
- Aperel (hacia 1350 a. C.), antiguo cortesano y administrador egipcio

## Otros usos

### El Paraíso Perdido
El principal personaje que lleva el nombre Abdiel es el serafín Abdiel que aparece en El Paraíso Perdido de John Milton (1667), específicamente en el Libro V y el Libro VI. Dos pasajes del Libro V sirven para establecer el carácter de Abdiel:

Tuvo audiencia; cuando entre los serafines Abdiel, que nadie con más celo adoraba a la Deidad, y obedecía los mandatos divinos.
Book V, lines 804-806

Así habló el Serafín Abdiel, fiel hallado entre los infieles, fiel sólo él entre innumerables falsos. Impasible, inquebrantable, imperturbable, impávido, mantuvo su lealtad, su amor, su celo.
Book V, lines 896-900

Abdiel denuncia a Satanás después de oírlo incitar a la revuelta entre los ángeles, y abandona a Lucifer para llevar la noticia de su deserción a Dios. Sin embargo, cuando llega, descubre que ya están en marcha los preparativos para la batalla. En la pelea que sigue, Abdiel golpea a Satanás, Ariel, Ramiel y Arioch, presumiblemente entre otros. En El Paraíso Perdido anotado de Asimov, Isaac Asimov teorizó que Abdiel era de hecho una representación del propio Milton. Del mismo modo, en Cyder, Ambrose Philips se refiere a Milton como "ese otro bardo" y contrasta a Milton con su personaje Abdiel.

### Otros usos
El nombre del personaje Abdiel también ha sido utilizado:
- por Madeleine L'Engle en Muchas Aguas como uno entre los serafines
- por Margaret Weis en la trilogía La estrella de los guardianes como villana
- por Anatole France en La rebelión de los ángeles como el "nombre angelical" del personaje Arcade, el ángel guardián empeñado en provocar la revuelta que da título a la novela
- por Steven Brust en Reign in Hell como el ángel ambicioso que cataliza la disputa entre Yavé y Satanás que eventualmente resultaría en la revuelta en el Cielo.
- por Kage Baker en The Graveyard Game como un inmortal que mantiene cierta maquinaria secreta
- Como personaje principal de Shin Megami Tensei V, como un arcángel que es el principal representante de la ruta de la ley del juego.